# Avonia dinteri
Avonia dinteri är en tvåhjärtbladig växtart som först beskrevs av Schinz, och fick sitt nu gällande namn av Gordon Douglas Rowley. Avonia dinteri ingår i släktet Avonia och familjen Anacampserotaceae. Inga underarter finns listade i Catalogue of Life.